# Campeonato Neerlandés de Fútbol 1911-12
El Campeonato Neerlandés de Fútbol 1911/12 fue la 24.ª edición del campeonato de fútbol de los Países Bajos. Participaron dieciocho equipos divididos en dos divisiones. El campeón nacional fue determinado por un play-off de ida y vuelta con los ganadores de la división de fútbol del este y oeste. Sparta Rotterdam ganó el campeonato de este año al vencer al GVC Wageningen 3:1 y 5:0.

## Nuevos participantes
Eerste Klasse Este:
- Go Ahead
- ZAC

Eerste Klasse Oeste:
- AFC Ajax

### Eerste Klasse East
| Pos | Equipo          | PJ | PG | PE | PP | GF | GC | Pts | DG  | Notas                                  |
| --- | --------------- | -- | -- | -- | -- | -- | -- | --- | --- | -------------------------------------- |
| 1   | GVC             | 14 | 11 | 2  | 1  | 38 | 14 | 24  | +24 | Clasificado al play-off por el título. |
| 2   | RKVV Wilhelmina | 14 | 7  | 3  | 4  | 34 | 23 | 17  | +11 |                                        |
| 3   | Quick Nijmegen  | 14 | 6  | 3  | 5  | 23 | 19 | 15  | +4  |                                        |
| 4   | Koninklijke UD  | 14 | 7  | 1  | 6  | 27 | 23 | 15  | +4  |                                        |
| 5   | Go Ahead        | 14 | 6  | 2  | 6  | 29 | 26 | 14  | +3  |                                        |
| 6   | Vitesse         | 14 | 6  | 1  | 7  | 21 | 26 | 13  | -5  |                                        |
| 7   | EFC PW 1885     | 14 | 2  | 4  | 8  | 18 | 35 | 8   | -17 |                                        |
| 8   | ZAC             | 14 | 2  | 2  | 10 | 12 | 36 | 6   | -24 | No participan en la próxima temporada. |

PJ = Partidos jugados; PG = Partidos ganados; PE = Partidos empatados; PP = Partidos perdidos; GF = Goles a favor; GC = Goles en contra; Pts = Puntos; DG = Diferencia de goles

### Eerste Klasse West
| Pos | Equipo           | PJ | PG | PE | PP | GF | GC | Pts | DG  | Notas                                  |
| --- | ---------------- | -- | -- | -- | -- | -- | -- | --- | --- | -------------------------------------- |
| 1   | Sparta Rotterdam | 18 | 10 | 3  | 5  | 42 | 22 | 23  | +20 | Clasificado al play-off por el título. |
| 2   | DFC              | 18 | 10 | 3  | 5  | 40 | 28 | 23  | +12 |                                        |
| 3   | HC & CV Quick    | 18 | 9  | 3  | 6  | 30 | 22 | 21  | +8  |                                        |
| 4   | Koninklijke HFC  | 18 | 10 | 0  | 8  | 49 | 35 | 20  | +6  |                                        |
| 5   | HVV Den Haag     | 18 | 9  | 1  | 8  | 39 | 37 | 19  | +2  |                                        |
| 6   | VOC              | 18 | 7  | 3  | 8  | 30 | 29 | 17  | +1  |                                        |
| 7   | HFC Haarlem      | 18 | 7  | 2  | 9  | 39 | 46 | 16  | -7  |                                        |
| 8   | AFC Ajax         | 18 | 4  | 7  | 7  | 25 | 33 | 15  | -8  |                                        |
| 9   | CVV Velocitas    | 18 | 4  | 7  | 7  | 20 | 41 | 15  | -21 |                                        |
| 10  | HBS Craeyenhout  | 18 | 4  | 3  | 11 | 21 | 42 | 11  | -21 |                                        |

PJ = Partidos jugados; PG = Partidos ganados; PE = Partidos empatados; PP = Partidos perdidos; GF = Goles a favor; GC = Goles en contra; Pts = Puntos; DG = Diferencia de goles

### Play-off por el título
| Equipo 1       | Agr. | Equipo 2         | Ida | Vuelta |
| -------------- | ---- | ---------------- | --- | ------ |
| GVC Wageningen | 1-8  | Sparta Rotterdam | 1-3 | 0-5    |

|                                      |
| Campeón Sparta Rotterdam 3.er título |